# Trévières
Trévières és un municipi francès situat al departament de Calvados i a la regió de Normandia. L'any 2007 tenia 943 habitants.

## Demografia

### Població
El 2007 la població de fet de Trévières era de 943 persones. Hi havia 379 famílies de les quals 112 eren unipersonals (44 homes vivint sols i 68 dones vivint soles), 127 parelles sense fills, 96 parelles amb fills i 44 famílies monoparentals amb fills.
La població ha evolucionat segons el següent gràfic:
Habitants censats

### Habitatges
El 2007 hi havia 466 habitatges, 391 eren l'habitatge principal de la família, 47 eren segones residències i 28 estaven desocupats. 382 eren cases i 83 eren apartaments. Dels 391 habitatges principals, 212 estaven ocupats pels seus propietaris, 170 estaven llogats i ocupats pels llogaters i 9 estaven cedits a títol gratuït; 15 tenien una cambra, 37 en tenien dues, 87 en tenien tres, 114 en tenien quatre i 138 en tenien cinc o més. 254 habitatges disposaven pel capbaix d'una plaça de pàrquing. A 185 habitatges hi havia un automòbil i a 144 n'hi havia dos o més.

### Piràmide de població
La piràmide de població per edats i sexe el 2009 era:
| Homes | Edats   | Dones |
| ----- | ------- | ----- |
| 0     | 95 o +  | 0     |
| 0     | 90 a 94 | 16    |
| 8     | 85 a 89 | 16    |
| 4     | 80 a 84 | 20    |
| 32    | 75 a 79 | 20    |
| 24    | 70 a 74 | 48    |
| 28    | 65 a 69 | 20    |
| 12    | 60 a 64 | 24    |
| 24    | 55 a 59 | 8     |
| 16    | 50 a 54 | 20    |
| 40    | 45 a 49 | 36    |
| 16    | 40 a 44 | 44    |
| 24    | 35 a 39 | 16    |
| 32    | 30 a 34 | 16    |
| 28    | 25 a 29 | 28    |
| 44    | 20 a 24 | 44    |
| 32    | 15 a 19 | 20    |
| 0     | 10 a 14 | 48    |
| 24    | 5 a 9   | 24    |
| 12    | 0 a 4   | 20    |

## Economia
El 2007 la població en edat de treballar era de 552 persones, 400 eren actives i 152 eren inactives. De les 400 persones actives 349 estaven ocupades (191 homes i 158 dones) i 51 estaven aturades (24 homes i 27 dones). De les 152 persones inactives 52 estaven jubilades, 40 estaven estudiant i 60 estaven classificades com a «altres inactius».

### Ingressos
El 2009 a Trévières hi havia 390 unitats fiscals que integraven 904 persones, la mediana anual d'ingressos fiscals per persona era de 15.925 €.

### Activitats econòmiques
Dels 59 establiments que hi havia el 2007, 3 eren d'empreses alimentàries, 3 d'empreses de fabricació d'altres productes industrials, 8 d'empreses de construcció, 12 d'empreses de comerç i reparació d'automòbils, 5 d'empreses de transport, 3 d'empreses d'hostatgeria i restauració, 1 d'una empresa d'informació i comunicació, 2 d'empreses financeres, 5 d'empreses immobiliàries, 5 d'empreses de serveis, 8 d'entitats de l'administració pública i 4 d'empreses classificades com a «altres activitats de serveis».
Dels 22 establiments de servei als particulars que hi havia el 2009, 1 era una oficina d'administració d'Hisenda pública, 1 gendarmeria, 1 oficina de correu, 4 tallers de reparació d'automòbils i de material agrícola, 1 autoescola, 1 paleta, 2 guixaires pintors, 2 fusteries, 2 lampisteries, 1 electricista, 3 perruqueries, 1 restaurant i 2 agències immobiliàries.
Dels 8 establiments comercials que hi havia el 2009, 2 eren botiges de menys de 120 m², 2 fleques, 2 carnisseries, 1 una peixateria i 1 una joieria.
L'any 2000 a Trévières hi havia 23 explotacions agrícoles que ocupaven un total de 770 hectàrees.

## Equipaments sanitaris i escolars
El 2009 hi havia 1 farmàcia i 1 ambulància.
El 2009 hi havia 2 escoles elementals. Trévières disposava d'un col·legi d'educació secundària amb 177 alumnes.

## Poblacions més properes
El següent diagrama mostra les poblacions més properes.